# F.C. Veraguas 2010
Fútbol Club Veraguas 2010 también conocido como FC Veraguas 2010 fue un equipo de fútbol panameño que jugó en la Liga Nacional de Ascenso. Tenía su sede en la ciudad de Santiago de Veraguas y compitió sólo durante una temporada.

## Historia
El club fue creado en 2010 como parte del proyecto de expansión de la Liga Nacional de Ascenso para la temporada 2010-11 con la colaboración de la Liga Provincial de Fútbol de Veraguas y Ernesto Meke Núñez.
El equipo se retiraría después de su primera temporada.

A pesar de esto, la ciudad de Santiago contaría con un nuevo equipo para la próxima temporada de la Liga Nacional de Ascenso, ya que él Atlético Veragüense descendería de la primera división panameña.

### Apertura 2010
En la primera ronda terminó tercero del Grupo B, avanzando a los playoffs. En playoffs venció a AD Orion en cuartos de final y al Atlético Nacional en semifinales y perdiendo ante Colón C3 en el partido de Final por 2-0.

### Clausura 2011
El equipo volvería avanzar a los playoffs, venciendo a A.D. Orión en cuartos de final 1-0 (global) y perdiendo ante Atlético Nacional 3-2 (global) en semifinales.